# Akis elongata
Akis elongata es una especie de escarabajo del género Akis, familia Tenebrionidae. Fue descrita científicamente por Brulle en 1832.
Se distribuye por Grecia, Turquía y Macedonia del Norte. La especie se mantiene activa entre mayo y octubre.